# Pedro DeBrito
Pedro DeBrito (Praia, 25 de mayo de 1959 - Miami, 5 de julio de 2014) fue un futbolista estadounidense que jugaba en la demarcación de centrocampista.

## Biografía
DeBrito nació en Cabo Verde, aunque a la edad de quince años, junto con su familia se mudó a los Estados Unidos. Con 19 años empezó a jugar al fútbol en la UConn Huskies, donde estuvo por dos años, hasta que el Tampa Bay Rowdies le fichó para el primer equipo, aunque tan sólo duró un año en el club, al igual que en el Team America. Tras volver al Tampa Bay Rowdies, el 26 de abril de 1984 fue fichado por el New York Cosmos, donde jugó otro año. En septiembre del año siguiente se hizo con sus servicios el Dallas Sidekicks, donde jugó desde 1985 hasta 1987, y desde 1990 hasta 1992, previo paso por el Wichita Wings y el Albany Capitals. Finalmente en 1993, tras jugar con el Detroit Rockers, se retiró.
Falleció el 5 de julio de 2014 en Miami a los 55 años de edad tras sufrir un accidente de tráfico dos días antes.

## Selección nacional
DeBrito jugó su único partido con la selección de fútbol de los Estados Unidos el 30 de abril de 1983, en un partido que acabó con victoria por 2-0 contra Haití.

## Clubes
| Club              | País           | Año         | Partidos | Goles |
| ----------------- | -------------- | ----------- | -------- | ----- |
| Tampa Bay Rowdies | Estados Unidos | 1982        | 29       | 2     |
| Team America      | Estados Unidos | 1983        | 19       | 0     |
| Tampa Bay Rowdies | Estados Unidos | 1983 - 1984 | 22       | 9     |
| New York Cosmos   | Estados Unidos | 1984 - 1985 | 55       | 14    |
| Dallas Sidekicks  | Estados Unidos | 1985 - 1987 | 87       | 35    |
| Wichita Wings     | Estados Unidos | 1987 - 1989 | 108      | 14    |
| Albany Capitals   | Estados Unidos | 1989        | ¿?       | ¿?    |
| Dallas Sidekicks  | Estados Unidos | 1990 - 1992 | 46       | 13    |
| Detroit Rockers   | Estados Unidos | 1992 - 1993 | 23       | 13    |